# 马丁·富尔卡德
马丁·富尔卡德（法語：Martin Fourcade，法語發音：[maʁtɛ̃ fuʁkad]；1988年9月14日—）是一位法國冬季兩項運動員和士官。佛卡德為十一次世界冠軍、五次奧運冠軍和六次世界盃總體成績冠軍。

## 外部連結
- 佛卡德兄弟官方網站 （法文）
- 马丁·富尔卡德在國際冬季兩項聯盟